# Шевченкове (Шевченківська сільська громада)
Шевче́нкове — село в Україні, у Миколаївському районі Миколаївської області. Адміністративний центр Шевченківської сільської громади.
Засноване у 1929 році. Населення за переписом 2001 року становило 3150 осіб. Поштовий індекс — 57263. Телефонний код — 512.

## Російсько-українська війна
Село Шевченкове Миколаївської області знаходиться на трасі «Одеса-Мелітополь», неподалік від Херсона. В перші дні війни Шевченкове опинилося на лінії фронту. 9 місяців російські війська розміщувались біля громади.
Станом на 2024 рік в селі пошкоджено десь 45% будівель, зруйновано 540 домогосподарств, загалом по Шевченківській громаді – 2500 будинків пошкоджені частково або повністю знищені.
У березні 2024-го анонсували проєкт розробки генерального плану села Шевченкове, інвестуючи в цей процес 738 тисяч гривень. 

## Населення
Згідно з переписом УРСР 1989 року чисельність наявного населення села становила 3404 особи, з яких 1577 чоловіків та 1827 жінок.
За переписом населення України 2001 року в селі мешкало 3148 осіб.

### Мова
Розподіл населення за рідною мовою за даними перепису 2001 року:
| Мова       | Відсоток |
| ---------- | -------- |
| українська | 88,35 %  |
| російська  | 9,59 %   |
| молдовська | 0,44 %   |
| білоруська | 0,35 %   |
| вірменська | 0,35 %   |
| болгарська | 0,03 %   |
| гагаузька  | 0,03 %   |
| інші       | 0,86 %   |

## Місцеве самоврядування
Орган місцевого самоврядування — Шевченківська сільська рада, розташована у с. Шевченкове по вул. Шевченка, 34 

## Інфраструктура
Через Шевченкове проходить європейський автошлях E58. В селі розташована залізнична станція Котляреве та Миколаївська філія Центральної бази ресурсного забезпечення МВС України.
У селі добре розвинена придорожня інфраструктура; тут діють кілька кафе, ресторанів та готелів.

## Навчальні заклади
Загальноосвітня школа І-ІІІ ступенів Шевченківської сільської ради Вітовського району Миколаївської області, що знаходиться по вулиці Шевченка 3.

## Транспортне забезпечення
- Маршрутні таксі № 133 (Миколаїв — Шевченкове), № 110 (Миколаїв — Українка), № 102 (Миколаїв — Промінь). Відправлення від Миколаївського міжміського автовокзалу із 6.00 до 17.30.
- Міжміські маршрутні таксі Миколаїв — Херсон, Херсон — Миколаїв, Херсон — Одеса із відповідних міст згідно графіку. Зупинка — c. Шевченкове.
- Міжміські рейсові автобуси Херсонського і Кримського напрямків через м. Миколаїв.
- Залізниця, станція Котляреве Херсонської ділянки шляху.